# دبیرستان سنتینل

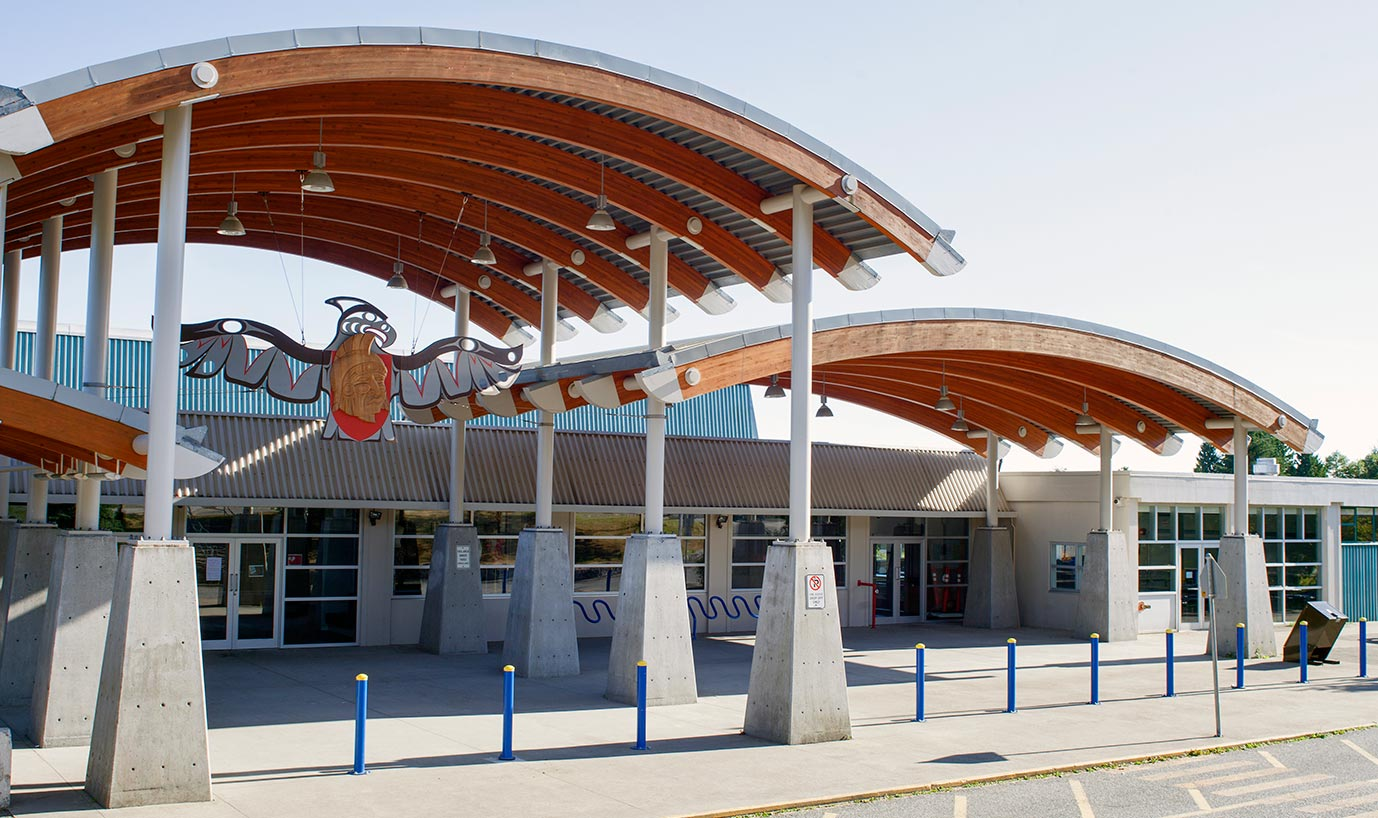
نمایی از ساختمان آمفی‌تئاتر دبیرستان سنتینل در ونکوور غربی - ۲۰۲۰

دبیرستان سنتینل در ونکوور غربی، بریتیش کلمبیا، کانادا یکی از مدرسه‌های عمومی منطقه است که در سال ۱۹۶۲ بنیان گذاشته شد. امروزه در آن ۱۱۷۰ دانش آموز از سال ۸ تا ۱۲ مشغول به یادگیری هستند.
این مدرسه دارای یک زمین سبز بزرگ٫ دو زمین بیسبال٫ سه زمین هاکی و سه زمین تنیس می‌باشد. زمین اصلی برای انواع مختلف ورزش‌ها استفاده می‍شود. 
امتیازات این مدرسه داشتن برنامهٔ کاریابی پیشرفته٫ برنامهٔ زبان فرانسه و کامپیوتر، آموزشگاه ورزش‌های هاکی٫ تنیس٫ و فوتبال است. سنتینل دارای برنامهٔ موسیقی نیز هست که ترکیبی است از گروه‌ها و سازهای گوناگون.